# 贾里德·戈夫
贾里德·托马斯·戈夫（其姓氏又被译作高夫；1994年10月14日—），生于美国加利福尼亚州诺瓦托，美式橄榄球运动员，担任美国全国橄榄球联盟（NFL）底特律雄狮队的四分卫。戈夫大学期间在加利福尼亚大学伯克利分校金熊队打大学橄榄球，创造了太平洋十二校联盟赛季传球码数和传球达阵次数的纪录。戈夫在2016年NFL选秀中被洛杉矶公羊队以首轮第一顺位的状元签选中。
在经历了一个不成功的新秀赛季后，戈夫于第二年迎来了反弹，帮助公羊队取得了14年来首个胜场多于负场的赛季，并时隔13年再次打进季后赛。2018年，戈夫随公羊队打进了第五十三屆超級碗，这是自2001年以来公羊队首次打进超级碗。这两个赛季戈夫均入选了职业碗。在经历了接下来两个赛季的表现下滑后，戈夫于2021年被交易到雄狮队，在次年第三次入选职业碗。2023赛季，戈夫带领雄狮队夺得了自1993年以来的首个分区冠军，并取得了自1991年以来的首场季后赛胜利。